# Hewittia gracilis
Genre
Espèce
Hewittia gracilis, unique représentant du genre Hewittia, est une espèce d'araignées aranéomorphes de la famille des Thomisidae.

## Distribution
Cette espèce se rencontre au Congo-Kinshasa, au Congo-Brazzaville, au Ghana, en Côte d'Ivoire, au Rwanda, en Tanzanie, en Angola, en Namibie, au Zimbabwe et en Afrique du Sud.

## Description
Les femelles mesurent de 4 à 6 mm.

## Systématique et taxinomie
Cette espèce a été décrite par Lessert en 1928.
Ce genre a été décrit par Lessert en 1928 dans les Thomisidae.

## Étymologie
Ce genre est nommé en l'honneur de John Hewitt.

## Publication originale
- Lessert, 1928 : « Araignées du Congo recueillies au cours de l'expédition par l'American Museum (1909-1915). Deuxième partie. » Revue suisse de Zoologie, vol. 35, p. 303-352 (texte intégral).